# ليون جونسون (لاعب كرة قدم أمريكية)
ليون جونسون (بالإنجليزية: Leon Johnson)‏ هو لاعب كرة قدم أمريكية أمريكي، ولد في 13 يوليو 1974 في مورغانتون في الولايات المتحدة.

## وصلات خارجية
- ليون جونسون على موقع مرجع كرة القدم المحترفة.كوم (الإنجليزية)